# John Yarno
John Richard Yarno Jr. (Spokane, 17 dicembre 1954) è un ex giocatore di football americano statunitense che ha giocato nel ruolo di centro nella National Football League (NFL) e nella United States Football League (USFL). Fu scelto nel corso del quarto giro (87º assoluto) del Draft NFL 1977 dai Seattle Seahawks. Al college giocò a football all'Università dell'Idaho venendo premiato come All-American.

## Carriera professionistica
Yarno fu scelto nel corso del quarto giro del Draft 1977 dai Seattle Seahawks. Rimase sei stagioni con la franchigia e in sei di esse fu il suo centro titolare, malgrado tre diverse operazioni chirurgiche alle ginocchia. Firmò un'estensione contrattuale di tre anni nell'aprile 1983 ma fu svincolato a fine agosto dopo che la squadra acquisì Blair Bush dai Cincinnati Bengals.
Dopo non avere firmato per nessuna squadra della NFL nel 1983, Yarno e suo fratello George firmarono un contratto triennale con i Denver Gold della USFL nella primavera del 1984. Dopo avere giocato sporadicamente come centro e come tight end nella USFL, Yarno si ritirò dal football professionistico nel novembre 1984 all'età di 29 anni.

## Palmarès
- Numero 56 ritirato dagli Idaho Vandals

## Statistiche
NFL
| Partite totali | 74 |